# Tiroteo en el metro de la ciudad de Nueva York de 1984
El tiroteo en el metro de la ciudad de Nueva York de 1984 se refiere a un incidente ocurrido el 22 de diciembre de 1984 cuando cuatro hombres, Barry Allen, Troy Canty, Darrell Cabey y James Ramseur, fueron baleados y heridos por Bernhard Goetz después de que estos lo abordaran en un tren subterráneo de la ciudad de Nueva York en Manhattan.
Goetz se entregó a la policía nueve días después y fue acusado de intento de asesinato, agresión, peligro imprudente y varios delitos con armas de fuego. Al principio, Goetz fue visto por la mayoría como una víctima y por algunos como un justiciero, y recibió un amplio reconocimiento y apoyo público. Un gran jurado se negó a acusar a Goetz de los cargos más graves y votó acusaciones solo por posesión de armas de fuego. Sin embargo, la opinión pública sobre Goetz vaciló debido a declaraciones y supuestos detalles dañinos del incidente que luego fueron divulgados por la fiscalía. Goetz fue acusado nuevamente por un segundo gran jurado por cargos más graves. En un juicio posterior con jurado, fue declarado culpable de un cargo de portar un arma de fuego sin licencia, por el que cumplió ocho meses de una sentencia de un año. En 1996, Cabey, quien había quedado parapléjico y con daño cerebral como resultado de sus lesiones, obtuvo una sentencia civil de 43 millones de dólares contra Goetz, aunque hasta la fecha Cabey aun no ha recibido este dinero de Goetz.
El incidente provocó un debate a nivel nacional sobre el crimen en las principales ciudades, los límites legales de la autodefensa basados en que Cabey fue baleado dos veces durante el mismo incidente, y hasta qué punto la ciudadanía podía confiar en la policía para garantizar su seguridad. Goetz, apodado «Subway Vigilante» (en español 'Vigilante del subterráneo') por la prensa de Nueva York, llegó a simbolizar las frustraciones de los neoyorquinos con las altas tasas de criminalidad de la década de 1980. Fue alabado y vilipendiado en los medios de comunicación y en la opinión pública. El incidente ha sido citado como un factor que contribuyó a la oleada de movimientos contra el crimen y el desorden urbanos, y las exitosas campañas de la Asociación Nacional del Rifle para aflojar las restricciones para el porte oculto de armas de fuego.

## Contexto y antecedentes
Bernhard Goetz afirmó que, tres años antes del incidente, había sido atacado en la estación de metro de Canal Street por tres jóvenes que intentaron robarle mientras transportaba equipos electrónicos. Los atacantes estrellaron a Goetz contra una puerta de vidrio y lo arrojaron al suelo, hiriendo su pecho y rodilla. Goetz ayudó a un oficial fuera de servicio a arrestar a uno de ellos; los otros dos atacantes escaparon. Goetz se enfadó cuando el atacante arrestado pasó menos de la mitad del tiempo en la comisaría que el que pasó el propio Goetz, y se enfadó aún más cuando este atacante fue acusado solo de travesuras criminales por rasgar la chaqueta de Goetz. Goetz solicitó posteriormente un permiso para portar un arma de fuego oculta, argumentando que llevaba habitualmente equipo valioso y grandes sumas de dinero en efectivo, pero su solicitud fue denegada por falta de necesidad. Compró un revólver de cinco disparos calibre 38 durante un viaje a Florida.

## Incidente
A primeras horas de la tarde del sábado 22 de diciembre de 1984, cuatro jóvenes afroamericanos del Bronx, Barry Allen, Troy Canty y Darrell Cabey, de diecinueve años, y James Ramseur, de dieciocho años, abordaron un tren de la línea 2 (un expreso Broadway-Seventh Avenue). Los adolescentes, cada uno de los cuales había sido arrestado y condenado al menos una vez, dijeron que se dirigían a robar una sala de videojuegos en Manhattan. Cuando el tren llegó a la estación de la calle 14 en Manhattan, otros quince o veinte pasajeros permanecieron con ellos en el vagón 7657 del metro R22, el séptimo vagón del tren de diez vagones..
En la estación de la calle 14, Goetz entró al vagón por la puerta trasera, cruzó el pasillo y se sentó en el banco largo frente a la puerta. Canty estaba al otro lado del pasillo, acostado en el largo banco a la derecha de la puerta. Allen estaba sentado a la izquierda de Canty, en el asiento corto al otro lado de la puerta. Ramseur y Cabey estaban sentados frente a la puerta y a la derecha de Goetz, en el asiento corto junto a la cabina del conductor. Según la declaración de Goetz a la policía, aproximadamente diez segundos después, Canty le preguntó: «¿Cómo estás?» Goetz respondió: «Bien». Según Goetz, los cuatro jóvenes supuestamente se hicieron señales entre sí, y poco después Canty y Allen se levantaron de sus asientos y se colocaron a la izquierda de Goetz, bloqueándolo de los demás pasajeros del vagón. Entonces Canty dijo: «Dame cinco dólares». Posteriormente, Goetz sacó una pistola y disparó varios tiros a los cuatro jóvenes, hiriéndolos a todos. Canty y Ramseur testificaron en el juicio penal que estaban mendigando y que solo habían pedido el dinero, no lo exigieron. Cabey no testificó y Allen aceptó la Quinta Enmienda.

### Secuencia de disparos
Las fuentes difieren en informar la secuencia de disparos y si Cabey recibió un disparo o dos. Las siguientes son cuatro versiones de fuentes significativas o confiables que describen la secuencia de disparos:

#### Cabey disparó en el cuarto disparo
En el juicio civil del Bronx, Goetz testificó que el primer disparo fue a Canty, a Allen el segundo, el tercero falló, Cabey el cuarto y Ramseur el quinto. La siguiente secuencia de disparos similar es literal del sitio web de Goetz:

Decidí disparar a todos los que pudiera lo más rápido que pudiera. Hice un tiro rápido y disparé con una mano (mi derecha), apretando el gatillo antes de que el arma se alineara con los objetivos. Todos los disparos reales más mi tiempo de dibujo se produjeron fácilmente en 1,6 segundos o menos. Esto no es tan difícil de hacer como algunos podrían pensar, y ocasionalmente doy una descripción de la técnica junto con una recreación. El primer disparo alcanzó a Canty en el centro del pecho. Después del primer disparo mi visión cambió y perdí el sentido del oído. El segundo disparo alcanzó a Barry Allen a la velocidad del rayo en la parte superior trasera del hombro mientras se agachaba (más tarde le extrajeron la bala del brazo). El tercer disparo golpeó la pared del metro justo en frente de Cabey; el cuarto disparo alcanzó a Cabey en el costado izquierdo (cortándole la médula espinal y dejándolo parapléjico). El quinto disparo alcanzó el brazo de Ramseur en el camino hacia su lado izquierdo. Inmediatamente miré a los dos primeros para asegurarme de que estaban «atendidos» y luego intenté dispararle a Cabey nuevamente en el estómago, pero el arma estaba vacía. Pensé que a Cabey le disparé dos veces después de leer en un artículo de prensa que no falló ningún disparo; Había perdido la cuenta de los disparos y mientras estaba bajo la adrenalina ni siquiera oí los disparos ni sentí el retroceso del arma. «No te ves tan mal, aquí tienes otro», es una frase que se me ocurrió más tarde cuando trataba de explicar el tiroteo mientras tenía la impresión de que Cabey recibió dos disparos. Cabey, quien estuvo brevemente de pie antes del tiroteo, estaba sentado en el banco del metro durante todos los intentos de disparo. Los demás estaban de pie. Poco después del tiroteo, mi visión y audición volvieron a la normalidad.

Goetz hace una demostración de tiro (cinco disparos en un segundo a cuatro objetivos hipotéticos a ambos lados de él) en el programa de The Biography Channel, Aftermath with William Shatner.

#### Cabey disparó en el cuarto y quinto tiros
Antes del juicio penal, los medios informaron que Cabey había recibido un tiro en el cuarto disparo y luego de nuevo en el quinto, y Goetz decía: «No te ves tan mal, aquí tienes otro» o «Te ves bien, aquí está otro». Esta secuencia de disparos quedó desacreditada en el juicio penal cuando se reveló que Cabey recibió un disparo en el costado izquierdo; sin embargo, algunos medios aún informaron la información falsa mucho después del juicio penal.

#### Cabey disparó en el quinto disparo
«La velocidad lo es todo», dijo Goetz en una declaración grabada en video hecha después de que se entregó nueve días después. Le dijo a la policía que mientras aún estaba sentado, planeó un «patrón de fuego» de izquierda a derecha. Luego se paró, se apartó de Canty, sacó su revólver, se volvió hacia Canty y disparó cuatro tiros, uno a cada hombre, y luego disparó un quinto. En el juicio civil, años después, dijo: «Estaba tratando de conseguir [disparar a] tantos de ellos como pude». Otras fuentes repitieron las declaraciones de Goetz a la policía de la ciudad de Nueva York en cuanto a la secuencia de disparos: primero le dispararon a Canty, luego a Allen, luego a Ramseur y luego a Cabey. En el procedimiento relacionado Pueblo v. Goetz, la Corte de Apelaciones de Nueva York resumió el incidente:

De las pruebas presentadas ante el Gran Jurado se desprende que Canty se acercó a Goetz, posiblemente con Allen junto a él, y le dijo: «Dame cinco dólares». Ni Canty ni ninguno de los otros jóvenes mostraron un arma. Goetz respondió poniéndose de pie, sacando su pistola y disparando cuatro tiros en rápida sucesión. El primer disparo alcanzó a Canty en el pecho; el segundo golpeó a Allen en la espalda; el tercero atravesó el brazo de Ramseur y entró en su costado izquierdo; el cuarto fue disparado contra Cabey, quien aparentemente estaba parado en la esquina del auto, pero falló, desviándose en cambio de una pared de la cabina del conductor. Después de que Goetz inspeccionó brevemente la escena del tren a su alrededor, disparó otro tiro a Cabey, quien estaba sentado en el banco del extremo del vagón. La bala entró por la parte trasera del costado de Cabey y le cortó la médula espinal.

De acuerdo con sus declaraciones a la policía, Goetz revisó a los dos primeros hombres para asegurarse de que habían sido «atendidos», luego, al ver que el cuarto hombre, Cabey, ahora estaba sentado y parecía ileso, dijo: «parece que está bien, aquí hay otro», y volvió a dispararle. Cabey fue baleado solo una vez, un hecho que Goetz o sus abogados no dieron a conocer hasta poco antes del juicio. Una bala falló y se fragmentó en la pared de acero de la cabina detrás de Cabey. (El disparo fallido también sería la base de un cargo de poner en peligro imprudente a otros pasajeros).

#### La teoría de la revistaTime(8 de abril de 1985)
Goetz dijo que uno de los «muchachos» hizo gestos que podrían haber implicado que tenía un arma. Goetz se levantó y se desabrochó parcialmente la chaqueta donde estaba escondido el revólver, y trazó su «patrón de fuego» para dispararles. Le preguntó a Canty qué había dicho y repitió su declaración. Ante esto, Goetz abrió la cremallera de su chaqueta del todo, sacó el arma, asumió una posición de combate agarrando el revólver con ambas manos y disparó a Canty en el centro de su cuerpo. Luego se volvió para dispararle a Allen que había intentado huir, alcanzándolo en la espalda, y luego le disparó a Ramseur, hiriéndolo en el pecho y el brazo. Luego disparó de nuevo, a Cabey, pero pudo haber fallado. Según Goetz, luego se acercó a Cabey y le disparó en el suelo; sin embargo, otro testigo negó que Goetz le disparara a Cabey por segunda vez.

### Cabey y el problema «aquí hay otro»
Cabey terminó desplomado en el asiento corto en la esquina del auto junto a la cabina del conductor. Si Cabey fue alcanzado por el cuarto disparo o por el quinto fue fundamental para la afirmación de defensa propia de Goetz; esta cuestión fue ferozmente discutida en el juicio. El testimonio médico dijo que tal lesión inutilizaría instantáneamente la mitad inferior del cuerpo de Cabey. Según la fiscalía, el cuarto disparo falló; luego Goetz disparó a Cabey sentado a quemarropa con el quinto. La teoría de la defensa de cómo Cabey terminó en el asiento fue que estaba de pie cuando fue alcanzado por el cuarto disparo, luego se derrumbó en el asiento debido a las sacudidas y balanceos del tren, siendo el quinto disparo el que falló.
Un resumen de las declaraciones de Goetz a la policía se hizo público dos meses después del incidente y generó una intensa cobertura mediática. Probablemente lo más perjudicial para el apoyo público de Goetz y su afirmación de actuar en defensa propia fue su declaración de que había dicho: «No te ves tan mal, aquí tienes otro», antes de disparar contra Cabey por segunda vez. La concentración de los medios en las partes más condenatorias del resumen creó una mentalidad pública de que un Cabey herido recibió un segundo disparo, y el segundo disparo se tomó de manera premeditada y deliberada, una impresión que permaneció sin corregir hasta el juicio penal dos años después. La idea de que Cabey recibió dos disparos todavía aparecería ocasionalmente en las fuentes principales más de una década después, como lo hizo en un editorial del New York Times de 1996.
En el juicio, un testigo testificó que Goetz se acercó a «dos o tres pies» de un Cabey sentado, luego demostró cómo Goetz se paró directamente frente a Cabey y disparó hacia abajo, una descripción que coincidía con las declaraciones publicadas de Goetz.: 138 : 123–125  Otros ocho testigos independientes declararon que todos los disparos se produjeron en «rápida sucesión»;: 171  uno de ellos dijo que el disparo duró «alrededor de un segundo».: 102  Ninguno de los ocho escuchó una pausa antes del disparo final, y ninguno vio a Goetz parado frente a Cabey.: 235 
Si Goetz realmente dijo en voz alta las palabras «No te ves tan mal, aquí hay otro» o si solo las pensó, sigue siendo una cuestión de disputa. Posteriormente ha negado en varias ocasiones haber realizado la declaración. Una fuente dijo: «Con toda probabilidad, el acusado pronunció estas palabras solo para sí mismo y probablemente ni siquiera pronunció las palabras, sino que simplemente las dijo en su propia mente mientras apretó el gatillo por quinta vez».: 175 

### Huida y rendición
Los aterrorizados pasajeros corrieron hacia el otro extremo y salieron del vagón, dejando atrás a las dos mujeres que habían estado más cerca del tiroteo, caídas o atropelladas por la huida, e inmovilizadas por el miedo. Goetz habló con ellas para asegurarse de que no estuvieran heridas, luego fue abordado por el conductor del tren. Goetz le dijo: «Intentaron robarme y les disparé».: 102  El conductor le preguntó si era un oficial de policía y recibió la respuesta: «no». Algún tiempo después de una breve conversación en la que se negó a entregar su revólver,: 102  Goetz saltó a las vías y corrió hacia el sur por el túnel hasta la estación de Chambers Street, donde salió del sistema. Se fue a su casa para recoger algunas pertenencias, luego alquiló un automóvil y se dirigió hacia el norte hasta Bennington, Vermont, donde quemó su chaqueta azul y desmontó el revólver, esparciendo los pedazos en los bosques al norte de la ciudad. Condujo por Nueva Inglaterra durante varios días, registrándose en moteles con varios nombres y pagando en efectivo.
El 26 de diciembre, una persona anónima que llamó a la línea directa del departamento le dijo a la policía de la ciudad de Nueva York que Goetz coincidía con la descripción del pistolero, tenía un arma y había sido asaltado anteriormente. El 29 de diciembre, Goetz llamó a su vecina, Myra Friedman, quien le dijo que la policía había pasado por su apartamento buscándolo y había dejado notas pidiendo que lo contactaran lo antes posible. Le dio su versión de los hechos a Friedman y describió su estado psicológico en ese momento:

Myra, en una situación como esta, tu mente está en una situación de combate. Tu mente está funcionando. No estás pensando de forma normal. Tu memoria ni siquiera funciona normalmente. Estás tan entusiasmado. Tu visión realmente cambia. Su campo de visión cambia. Tus capacidades cambian. Lo que eres capaz de cambiar. Estás bajo la adrenalina, una droga llamada adrenalina. Y respondes muy rápido y piensas muy rápido. Eso es todo... ¡Crees! Piensas, analizas y actúas. Y en cualquier situación, solo tienes que pensar más rápido que tu oponente. Eso es todo. Ya sabes. La velocidad es muy importante.

Goetz regresó a la ciudad de Nueva York el 30 de diciembre, entregó el automóvil, recogió algo de ropa y papeles comerciales en su apartamento, alquiló otro automóvil y regresó a Nueva Inglaterra. Poco después del mediodía del día siguiente, entró en el cuartel general de la policía de Concord, New Hampshire, y le dijo al oficial de turno: «soy la persona que buscan en Nueva York».

### Declaraciones a la policía
Una vez que el oficial se dio cuenta de que Goetz era un sospechoso genuino, Goetz recibió una Advertencia Miranda y renunció a su derecho a tener un abogado presente. Después de una entrevista que duró más de una hora, un detective de Concord le pidió a Goetz que aceptara hacer una declaración grabada. Goetz estuvo de acuerdo y se grabó una declaración de dos horas. Esa noche, detectives de la ciudad de Nueva York y un asistente del fiscal de distrito llegaron a Concord, y Goetz se sometió a una entrevista grabada en video de dos horas. Ambas entrevistas fueron finalmente reproducidas para los grandes jurados, el juicio penal y un juicio civil años después. Cuando la cinta de audio se reprodujo por primera vez en pista abierta, The New York Times describió a Goetz como «confundido y emocional, alternativamente horrorizado y a la defensiva por sus acciones, y obsesionado con justificarlas».
En sus declaraciones, Goetz describió el atraco del que fue víctima en el pasado, en el que resultó herido y el único asaltante detenido quedó impune. Llamó a la ciudad de Nueva York «sin ley» y expresó su desprecio por su sistema de justicia, calificándolo de «broma», «farsa» y «vergüenza». Goetz dijo que cuando los cuatro jóvenes a los que disparó lo rodearon en el tren, temió que lo «golpearan hasta convertirlo en una pulpa» y que le robaran. Negó cualquier premeditación por el tiroteo, algo sobre lo que había especulado la prensa.: 58  Cuando se le preguntó cuáles eran sus intenciones cuando sacó su revólver, Goetz respondió: «Mi intención era asesinarlos, herirlos, hacerlos sufrir tanto como fuera posible». Más adelante en la cinta, Goetz dijo: «Si tuviera más balas, las habría disparado una y otra vez. Mi problema fue que me quedé sin balas». Añadió: «Iba a, le iba a arrancar los ojos a uno de los chicos [de Canty] con mis llaves después», pero dijo que se detuvo cuando vio el miedo en sus ojos. En el juicio penal, los abogados defensores de Goetz, Barry Slotnick y Mark M. Baker, argumentaron que esta y otras declaraciones extremas de Goetz eran producto de la emoción y una imaginación hiperactiva.
Goetz fue devuelto a Manhattan el 3 de enero de 1985 y procesado por cuatro cargos de intento de asesinato, con una fianza fijada en cincuenta mil dólares. Estuvo detenido en custodia protectora en el hospital de la prisión de la Isla Rikers. Rechazando ofertas de asistencia para la fianza del público y de su familia, pagó la fianza con sus propios fondos y fue liberado bajo fianza el 8 de enero.

### Informes iniciales
Debido a la intensidad de los disparos dentro del espacio confinado del vagón del metro, hubo informes de testigos iniciales que sugirieron que el arma involucrada era un revólver .357 Magnum. Goetz aludió a estos informes en una entrevista de diciembre de 2004 en el programa de radio Opie and Anthony, diciendo que el primer disparo que hizo esa tarde había sido inusualmente fuerte en parte porque fue el primer disparo del revólver calibre .38 de tamaño pequeño después de las pruebas de fábrica, que «limpiaron el cañón».
Después del incidente, se difundieron informes de que Goetz había sido amenazado con destornilladores afilados. Este rumor fue publicado como un hecho por algunos periódicos, incluido The New York Times; sin embargo, ni Goetz ni los hombres hicieron tal afirmación. Durante su declaración posterior a la policía, Goetz expresó su creencia de que ninguno de los jóvenes estaba armado. Los paramédicos y la policía encontraron un total de tres destornilladores en poder de dos de los hombres; Cuando Canty testificó en el juicio penal de Goetz, dijo que los iban a usar para acceder a las cajas de cambio de las máquinas de videojuegos y no como armas.

## El tirador
Bernhard Goetz Hugo nació en Kew Gardens, barrio del distrito metropolitano de Queens de la ciudad de Nueva York, el 7 de noviembre de 1947, hijo de Gertrudis (de soltera Karlsberg) y Bernhard Goetz Willard, Sr. Sus padres eran inmigrantes alemanes que se conocieron en Estados Unidos. Su padre era luterano; su madre, que era judía, se convirtió al luteranismo. Mientras crecía, Goetz vivía con sus padres y tres hermanos mayores en el norte del estado de Nueva York, donde su padre tenía una granja lechera y un negocio de encuadernación. A los doce años lo enviaron a Suiza, donde él y su hermana asistieron a internados. Goetz regresó a los Estados Unidos en 1965 para estudiar en la universidad y obtuvo una licenciatura en ingeniería eléctrica e ingeniería nuclear de la Universidad de Nueva York. Para entonces, la familia se había mudado a Orlando, Florida; Goetz se unió a ellos y trabajó en el negocio de desarrollo residencial de su padre. Estuvo brevemente casado. Después de su divorcio, regresó a la ciudad de Nueva York, donde comenzó un negocio de electrónica en su apartamento de Greenwich Village.

## Reacción pública
«El vigilante del subterráneo», como Goetz fue llamado por los medios de Nueva York, fue noticia de primera plana durante meses, en parte debido a las pasiones reprimidas que el incidente desató en Nueva York y otras ciudades. La opinión pública tendió a caer en uno de tres campos: los del primer campo tendieron a creer la versión de Goetz del incidente, que fue abordado agresivamente y rodeado por los cuatro adolescentes y temieron que estuviera a punto de ser golpeado y robado. Los del segundo bando tendían a creer la versión contada por los cuatro adolescentes, que simplemente mendigaban para conseguir algo de dinero para jugar videojuegos. Un tercer campo creía que Goetz había sido amenazado, pero consideró el tiroteo como una reacción exagerada e injustificada.

### Partidarios
Los partidarios vieron a Goetz como un héroe por enfrentarse a sus atacantes y defenderse en un entorno donde la policía era vista cada vez más como ineficaz en la lucha contra el crimen. Guardian Angels, un grupo de patrulla voluntaria de adolescentes en su mayoría negros e hispanos, recaudó miles de dólares de los pasajeros del metro para un fondo de defensa legal para Goetz. El Congreso de Igualdad Racial (CORE), una organización de derechos civiles, apoyó a Goetz. Su director, Roy Innis, miembro de la junta directiva de la Asociación Nacional del Rifle, ofreció recaudar fondos para la defensa, diciendo que Goetz era «el vengador de todos nosotros» y pidiendo una fuerza voluntaria de civiles armados para patrullar las calles.
Las condenas penales previas de tres de los cuatro hombres (y los relatos publicados de los mismos) les impidieron ganarse la simpatía de muchas personas. Una línea directa especial establecida por la policía para buscar información se vio inundada por llamadas que apoyaban al tirador y lo llamaban héroe.
El profesor de Gobierno de Harvard, James Q. Wilson, explicó el sentimiento general al decir: «Puede simplemente indicar que no hay más liberales en el tema del crimen y la ley y el orden en la ciudad de Nueva York, porque todos han sido asaltados».

### Otros observadores
Algunos creyeron la versión del incidente contada por los cuatro hombres: que simplemente mendigaban sin intimidación ni amenazas de violencia. Esta opinión fue desacreditada más tarde cuando Darrell Cabey, que había quedado parapléjico por el disparo de Goetz doce años antes, admitió en una entrevista en el periódico con el columnista Jimmy Breslin que sus amigos habían tenido la intención de robar a Goetz, porque parecía un «cebo fácil».
Algunos vieron el incidente como racial (con Goetz siendo blanco y los cuatro jóvenes negros) y el veredicto del jurado como un golpe para las relaciones raciales. Benjamin Hooks, director de la NAACP, dijo que «el veredicto del jurado fue inexcusable... Se comprobó, según sus propias declaraciones, que Goetz disparó y fue mucho más allá del ámbito de la autodefensa. No hubo provocación para lo que hizo». El representante Floyd Flake estuvo de acuerdo y dijo: «Creo que si un negro hubiera disparado a cuatro blancos, el grito por la pena de muerte habría sido casi automático». El co-abogado de Cabey C. Vernon Mason, un candidato a fiscal de distrito que luego fue inhabilitado, dijo que las acciones de Goetz eran racistas, al igual que el reverendo Al Sharpton.
Manifestantes organizados acusaron a Goetz de genocidio. El lenguaje racial de Goetz sobre la actividad delictiva en la calle 14, supuestamente hecho en una reunión comunitaria dieciocho meses antes del tiroteo: «La única forma en que vamos a limpiar esta calle es deshacernos de los negros y los hispanos», (The only way we're going to clean up this street is to get rid of the niggers and the spics) se ofreció como prueba de la motivación racial para el tiroteo. Líderes políticos y religiosos negros pidieron dos veces que se investigaran los derechos civiles federales.
Una investigación realizada por la oficina del fiscal federal Rudolph Giuliani determinó que el ímpetu del tiroteo había sido el miedo, no la raza. En una entrevista con Stone Phillips de Dateline NBC, Goetz admitió más tarde que su miedo aumentó debido al hecho de que los presuntos asaltantes eran negros.

## Grandes jurados
El fiscal de distrito de Manhattan, Robert Morgenthau, pidió a un gran jurado que acusara a Goetz de cuatro cargos de intento de asesinato, cuatro de agresión, cuatro de peligro imprudente y uno de posesión criminal de un arma. Dado que habría que concederles inmunidad procesal, ni Goetz ni los cuatro hombres a los que disparó fueron llamados a declarar. Los veintitrés miembros del jurado escucharon a los testigos, consideraron el informe policial del tiroteo y estudiaron las transcripciones y cintas de las declaraciones a veces contradictorias que Goetz hizo a la policía en New Hampshire. El jurado se negó a acusar a Goetz por los cargos más graves, votando acusaciones solo por posesión ilegal de armas: un cargo de posesión criminal de un arma en tercer grado, por portar en público el arma cargada sin licencia utilizada durante el tiroteo, y dos cargos de posesión en cuarto grado, por tener otras dos pistolas sin licencia en su casa. El caso fue asignado al juez Stephen Crane.
El tiroteo inicialmente recibió un amplio apoyo de un público temeroso y frustrado con el aumento de las tasas de criminalidad y el estado del sistema de justicia penal. Un mes después de la decisión del gran jurado, se hizo público un informe que resumía las declaraciones que Goetz hizo a la policía, indicando que había disparado un tiro a cada uno de los cuatro hombres, luego revisó su estado y no vio sangre en el cuarto, dijo: «No te ves tan mal, aquí tienes otro» y volvió a disparar. Los medios ahora escribieron sobre un cambio en el estado de ánimo público y exigieron que Goetz fuera juzgado por los cargos de intento de asesinato y asalto, al tiempo que sugirieron enfoques que permitirían a Morgenthau convocar un nuevo gran jurado. Figuras públicas, incluido el gobernador del estado de Nueva York, Mario Cuomo, plantearon preguntas basadas en el resumen policial. El senador Arlen Specter de Pensilvania pidió un fiscal especial.
Afirmando que tenía un nuevo testigo, Morgenthau obtuvo la autorización del juez Crane para convocar a un segundo gran jurado, que escuchó el testimonio de Canty y Ramseur, y acusó a Goetz de los cargos de intento de asesinato, asalto, peligro imprudente y posesión de armas. El juez Crane concedió posteriormente una moción de Goetz para desestimar las nuevas acusaciones, basándose en supuestos errores en las instrucciones del fiscal al jurado con respecto a la defensa de Goetz de la justificación del uso de fuerza letal. Un segundo factor en la destitución fue la opinión del juez de que Canty y Ramseur «parecían fuertemente» haber cometido perjurio, basándose en declaraciones públicas posteriores de que tenían la intención de robar a Goetz, y en una entrevista a un periódico donde Cabey afirmó que los otros miembros del grupo planeaban asustar y robar a Goetz porque «parecía un cebo fácil». El juez permitió que se mantuvieran los cargos de posesión de armas y peligro imprudente.
La Corte de Apelaciones de Nueva York, en Pueblo v. Goetz, revocó la destitución del juez Crane, afirmando la acusación del fiscal al gran jurado de que la creencia subjetiva de un acusado de que está en peligro inminente no justifica por sí misma el uso de fuerza letal. El tribunal estuvo de acuerdo con el fiscal en que también se requiere una creencia objetiva, una que sería compartida por una persona razonable hipotética. El tribunal de apelaciones sostuvo además que la opinión del juez Crane de que el testimonio de Canty y Ramseur de que era perjurioso, era especulativa e inapropiada. Se restablecieron todos los cargos y el caso se envió a juicio.

## Juicios

### Juicio criminal
El caso fue defendido por Barry Slotnick y Mark M. Baker. Slotnick argumentó que las acciones de Goetz estaban dentro del estatuto de autodefensa del estado de Nueva York. Bajo la Sección 35.15, «una persona no puede usar fuerza física letal sobre otra persona... a menos que... él crea razonablemente que esa otra persona está cometiendo o intentando cometer [uno de ciertos delitos determinantes enumerados, incluido el robo]».
Goetz fue juzgado ante un jurado de Manhattan de diez blancos y dos negros, de los cuales seis habían sido víctimas de delitos callejeros. Fue absuelto de los cargos de intento de asesinato y asalto en primer grado y declarado culpable de posesión criminal de un arma en tercer grado: porte de un arma cargada sin licencia en un lugar público. Fue sentenciado a seis meses de cárcel, un año de tratamiento psiquiátrico, cinco años de libertad condicional, doscientas horas de servicio comunitario y una multa de cinco mil dólares. Un tribunal de apelaciones confirmó la condena y cambió la sentencia a un año de cárcel sin libertad condicional. La orden del tribunal de apelaciones fue confirmada porque el tribunal de primera instancia no se había equivocado al instruir al jurado de que, si encontraba que el Pueblo había probado cada uno de los elementos del crimen más allá de una duda razonable, «debe» declarar culpable al acusado. Este no fue un veredicto directo. Goetz cumplió ocho meses.

### Juicio civil
Un mes después de los tiroteos, los abogados de Cabey, William Kunstler y Ron Kuby, presentaron una demanda civil contra Goetz. El caso civil fue juzgado en 1996, más de once años después, en el Bronx, con la raza como tema dominante. Durante la selección del jurado, Kuby preguntó a los posibles miembros del jurado, en su mayoría no blancos, si alguna vez habían sido discriminados. Goetz admitió haber usado previamente lenguaje racial y haber fumado marihuana mezclada con PCP durante la década de 1980. Kuby retrató a Goetz como un agresor racista; la defensa de Goetz fue que cuando lo rodearon reaccionó por temor a ser nuevamente asaltado y golpeado. El columnista de periódico Jimmy Breslin testificó que en una entrevista de 1985, Cabey negó su participación en un intento de robo, pero dijo que Canty, Allen y Ramseur tenían la intención de robar a Goetz.
El jurado concluyó que Goetz había actuado de forma imprudente y había infligido deliberadamente angustia emocional a Cabey. Los miembros del jurado declararon que Goetz disparó a Cabey dos veces fue un factor clave en su decisión. El jurado otorgó a Cabey USD 43 millones, USD 18 millones por dolor y sufrimiento y USD 25 millones en daños punitivos.
Posteriormente, Goetz se declaró en bancarrota, diciendo que los gastos legales lo habían dejado casi sin un centavo. Un juez de la Corte de Quiebras de los Estados Unidos dictaminó que la compensación del jurado de 43 millones de dólares no podía ser cancelada por la quiebra. Cuando se le preguntó en 2004 si estaba haciendo pagos por la sentencia, Goetz respondió: «No creo que haya pagado un centavo por eso», y remitió cualquier pregunta sobre el tema a su abogado.

## Consecuencias
El estándar legal del estado de Nueva York para el uso de fuerza letal para justificación en defensa propia cambió después de los fallos en el caso. A los jurados del estado de Nueva York ahora se les dice que consideren los antecedentes del acusado y que consideren si una persona razonable hipotéticamente se sentiría en peligro si esa persona razonable fuera el acusado.
Después de alcanzar un pico histórico en 1990, la delincuencia en la ciudad de Nueva York se redujo drásticamente durante el resto de la década de 1990. A partir de 2006, la ciudad de Nueva York se había convertido estadísticamente en una de las grandes ciudades más seguras de los Estados Unidos, con su índice de criminalidad en el puesto 194 de las 210 ciudades estadounidenses con poblaciones de más de cien mil habitantes. Las tasas de criminalidad de la ciudad de Nueva York a partir de 2014 eran comparables a las de principios de la década de 1960.
Goetz y otros han interpretado la importancia de sus acciones en el incidente del metro como un factor que contribuyó a precipitar el movimiento contra el crimen en los años siguientes. Si bien esa afirmación es imposible de verificar, Goetz alcanzó el estatus de celebridad como símbolo cultural popular de un público disgustado con el aumento del crimen y el desorden urbanos.
Goetz ocasionalmente da entrevistas a los medios sobre el incidente del metro de 1984 que lo llevó a la atención pública. En 2001 se postuló sin éxito para alcalde de la ciudad de Nueva York. En 2004, Goetz fue entrevistado por Nancy Grace en Larry King Live, donde afirmó que sus acciones fueron buenas para la ciudad de Nueva York y obligaron a la ciudad a abordar el crimen. En 2010 fue entrevistado e hizo una demostración de tiro en el episodio inaugural del programa documental de The Biography Channel, Aftermath with William Shatner.
En marzo de 1985, James Ramseur informó falsamente a la policía de que dos hombres aparentemente contratados por Goetz lo secuestraron e intentaron matarlo, pero no fue procesado por este montaje. Ramseur estaba encarcelado en el momento del juicio. Fue condenado en 1986 por la violación, sodomización y robo de una joven embarazada el año anterior. Fue puesto en libertad condicional en 2002, pero regresó a prisión por una violación de la libertad condicional en 2005. Terminó su condena en julio de 2010. En 2011, en el 27º aniversario del tiroteo, James Ramseur murió de una sobredosis de drogas a los 45 años.
En noviembre de 2013, Goetz fue arrestado por supuestamente vender marihuana; los cargos fueron desestimados en septiembre de 2014.

## En la cultura popular
Goetz y el suceso han perdurado en la cultura popular e inspirado a una serie de obras audiovisuales.
- Los episodios de Law & Order «Subterranean Homeboy Blues» y «Autodefensa» se basaron en el incidente del tiroteo en el metro.
- El incidente se menciona en un episodio de Mentes criminales, «A Real Rain» (temporada 1, episodio 17), en donde un justiciero emprende una ola de crímenes asesinando a criminales que fueron absueltos injustamente.
- Se hace referencia a Goetz por su nombre en el sencillo de 1989 de Billy Joel «We Didn't Start the Fire», en la canción de Lou Reed «Hold On» de su álbum de 1989 New York, y en «Stop the Train» del álbum de los Beastie boys de 1989 Paul's Boutique.
- La película Un día de furia de 1993 se inspiró en parte en este incidente.[83]
- El tiroteo inspiró la trama de la película Joker de 2019, cuya representación del Joker se basa parcialmente en Goetz.[84][85] El personaje principal es un residente del centro de la ciudad de clase baja que ha sido asaltado y robado varias veces, por lo que obtiene un arma de fuego para defenderse. Cuando sube al metro, dispara y mata a sus agresores y huye de la escena, con el tiroteo ganando una fuerte cobertura de los medios y el perpetrador entonces desconocido sin darse cuenta se convierte en un héroe popular entre los residentes de la ciudad de clase baja que están enojados por su condición de pobreza. Todd Phillips, quien escribió, produjo y dirigió la película, creció en Nueva York y recordaba el tiroteo en el metro de 1984 de su juventud.[85]